# Тисауйфалу
Тисауйфалу — село Чопської міської громади , в Ужгородському районі Закарпатської області,в Україні. Населення становить 277 осіб (станом на 2001 рік). Село розташоване на півдні Ужгородського району, за 17,5 кілометра від районного центру.

## Назва
Колишні назви населеного пункту — село «Тисауцфолу», «Онча», «Тисауйфал».

## Географія
Село Тисауйфалу лежить за 17,5 км на південь від районного центру, фізична відстань до Києва — 620,6 км.

## Політика

### Парламентські вибори, 2019
На позачергових парламентських виборах 2019 року у селі функціонувала окрема виборча дільниця № 210597, розташована у приміщенні колишньої будівлі колгоспу «Авангард».
Результати
- зареєстровано 220 виборців, явка 50,45%, найбільше голосів віддано за «Слугу народу» — 60,95%, за «Силу і честь» — 8,57%, за «Опозиційну платформу — За життя» — 6,67%.[5] В одномандатному окрузі найбільше голосів отримав Йосип Борто (самовисування) — 88,79%, за Андрія Андріїва (самовисування) — 4,67%, за Роберта Горвата (самовисування) і Олександра Пекаря (Слуга народу) — по 1,87%[6].

## Населення
За даними перепису населення 2001 року у селі проживало 277 осіб. Рідною мовою назвали:
| Мова       | Кількість осіб | Відсоток |
| ---------- | -------------- | -------- |
| угорська   | 255            | 92,06%   |
| українська | 22             | 7,94%    |

## Туристичні місця
- Реформатський храм 1995 року.
- Мочар-канали
- Притисянські озера